# Aleuritopteris parishii
Aleuritopteris parishii är en kantbräkenväxtart som beskrevs av Fraser-jenk. Aleuritopteris parishii ingår i släktet Aleuritopteris och familjen Pteridaceae. Inga underarter finns listade.